# Teatrul Național „Mihai Eminescu” din Chișinău
Teatrul Național „Mihai Eminescu" din Chișinău își începe istoria pe 10 octombrie 1920, atunci când primul teatru stabil de expresie română în Basarabia a fost înființat din inițiativa unui grup de fruntași ai vieții publice locale de epocă în frunte cu Sergiu T. Niță, ministru al Basarabiei în guvernul României, Ștefan Ciobanu, membru al academiei Române, scriitorii: Nicolae N. Beldiceanu, Nicolae Beldiman, Leon Donici și regizorul Gheorghe Mitu Dumitriu.
Denumirea legată de numele lui Mihai Eminescu îi este oferită din anul 1988, iar din iulie 1994, în urma unui concurs de creație, este oficializat ca Teatru Național.
În anul 1994 teatrul devine Național „M.Eminescu", titlul care onorează, dar și obligă. O nouă perioadă a debutat cînd trupa teatrului a fost revigorată cu forțe actoricești tinere, foști absolvenți ale prestigioaselor școli de teatru din Moscova, Tbilisi, Iași, Chișinău.

## Clădirea teatrului Național "Mihai Eminescu"

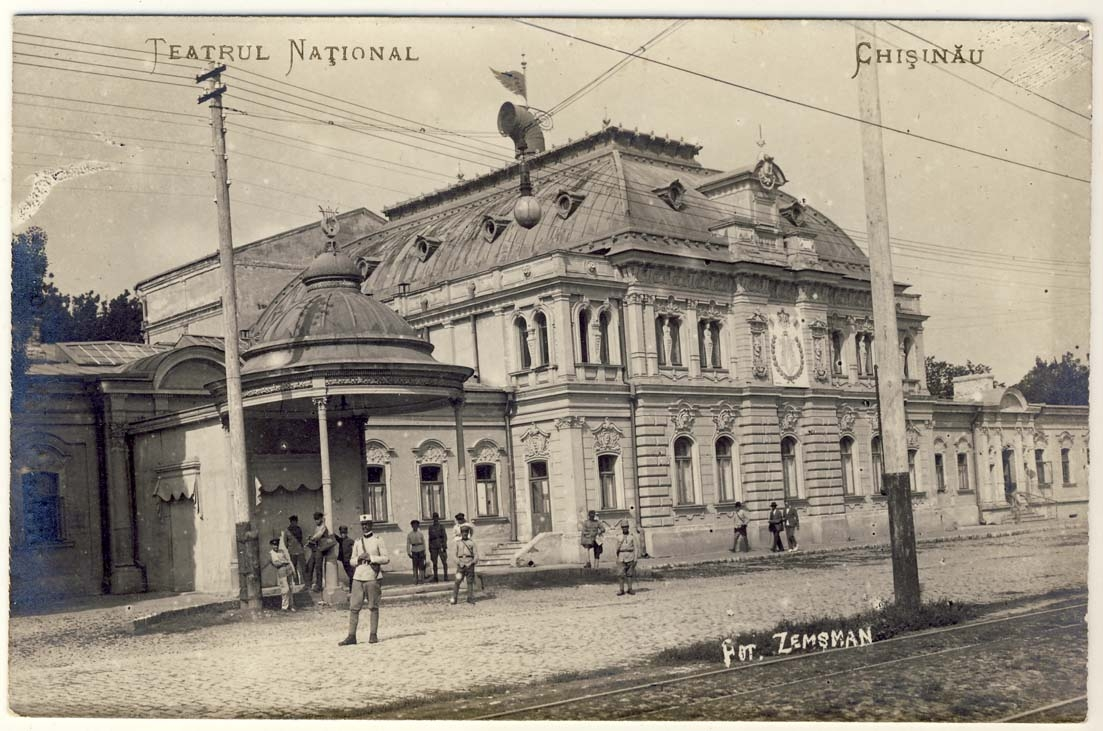
Vechea clădire a teatrului

Clădirea Teatrului Național "Mihai Eminescu" are statulul de monument de artă, arhitectură și istorie de însemnătate națională și a fost introdusă în Registrul monumentelor de istorie și cultură a municipiului Chișinău la inițiativa Academiei de Științe din Moldova.
Prima încercare de construcție a acestei clădiri a fost la începutul anilor 30 ai secolului al XX-lea în stil neoclasic, dar în legătură cu depresia economică, construcția lui a fost conservată. În anii 1949–1953 a fost finisat proiectul, sub conducerea arhitectei Galadjeva de la trustul unional "Teatrproiect", interioarele și fațadele – sub conducerea arhitecților din RSSM V. F. Smirnov și V. P. Alexandrov, cu păstrarea formelor și stilisticii interbelice. Construcția clădirii a fost finisată în primăvara anului 1954.

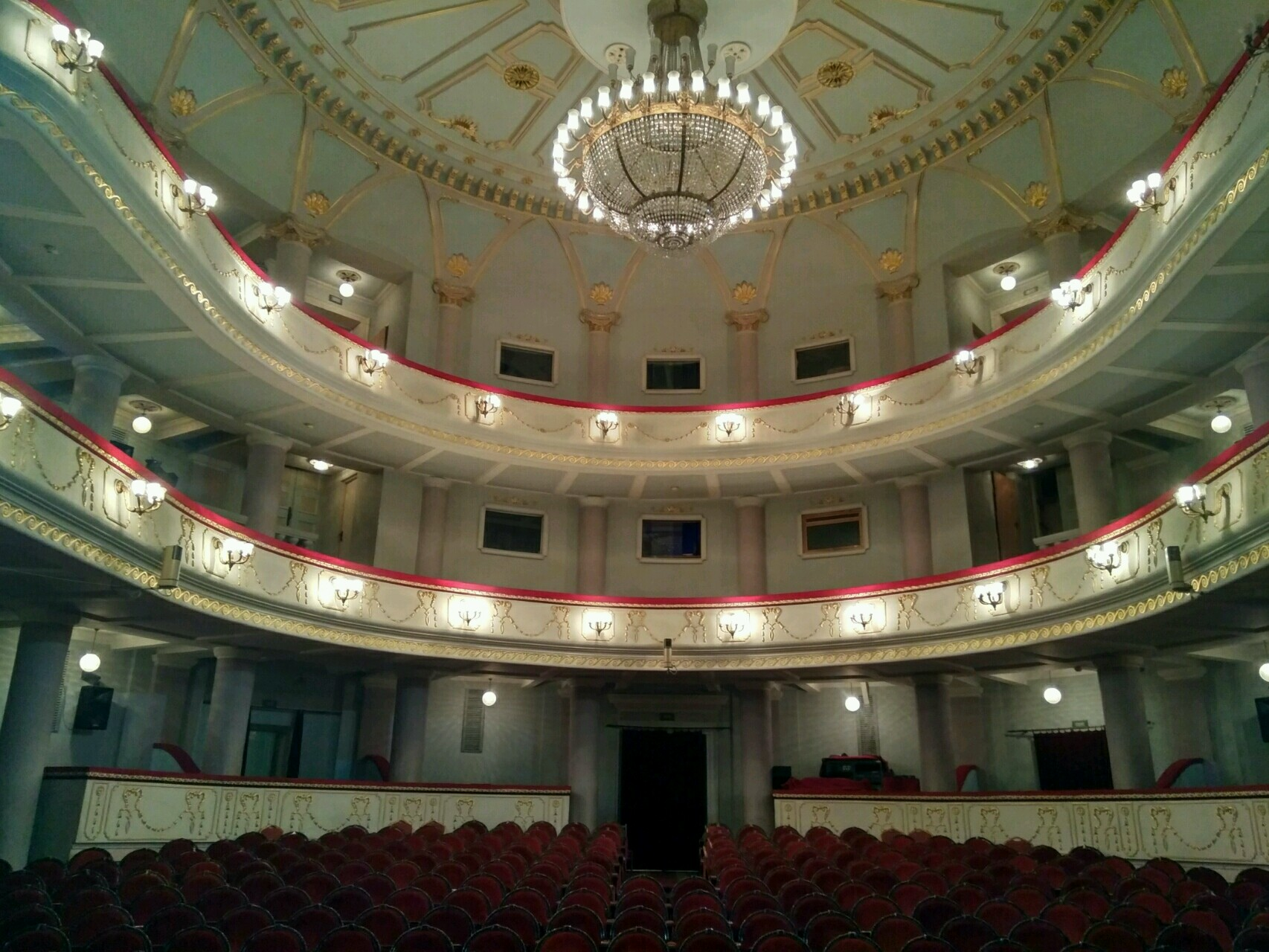
Sala mare

Clădirea teatrului, ridicată în trei niveluri, dintre care ultimul este un atic, construită pe un subsol, ocupă colțul unui cartier, care fusese cândva rezervat pentru piața polițienească, mărginit lateral de strada Mihai Eminescu. A fost amplasat cu o retragere de la linia bulevardului, cu intrarea principală ridicată pe un podium din trepte, ce-i conferă edificiului o monumentalitate sporită. Planul teatrului este rectangular, cu fațada îngustă perpendiculară bulevardului Ștefan cel Mare. În compoziția spațială a teatrului domină volumul cilindric al sălii de teatru, înconjurată din trei părți de balcoane, spațiile foaierelor și culoarelor, încununată cu o cupolă sferică. Fațada principală este soluționată monumental, cu un portic central situat în axa de simetrie, alcătuit din patru coloane ale ordinului corintic, flancate de doi piloni pătrați în secțiune, soluționați în aceiași cheie stilistică, pe care se sprijină un fronton triunghiular. Relieful sculptat al timpanului, executat de sculptorul L. Dubinovsky, la ultima reconstrucție a dispărut. Fațadele laterale au o compoziție simetrică, cu porticuri centrale din șase coloane la mijlocul fațadelor, cu rezalite, încununate cu frontoane triunghiulare, prin care au loc intrările laterale în clădite.. Sala teatrului, aflată la mijlocul clădirii, are o configurați circulară, acoperită cu o cupolă, suprafața căreia a fost pictată cu imaginea dansatorilor unei hore, după schițele pictorului L.P. Grigorașenco. Lojele și balcoanele repetă configurația sălii, fiind dispuse perimetral, în care se ajunge printr-o scară monumentală cu trei rampe și scări aflate la colțurile pătratului circumscris sălii de patru. Două intrări laterale secundare, amplasate la sud și nord conduc direct din stradă și din scuarul aferent în foaierul teatrului. Alte două intrări, amplasate simetric celor secrise mai sus, conduc în partea scenei, în administrație și camerele pentru actori, depozite de rechizite, ș.a.

## Galerie de imagini

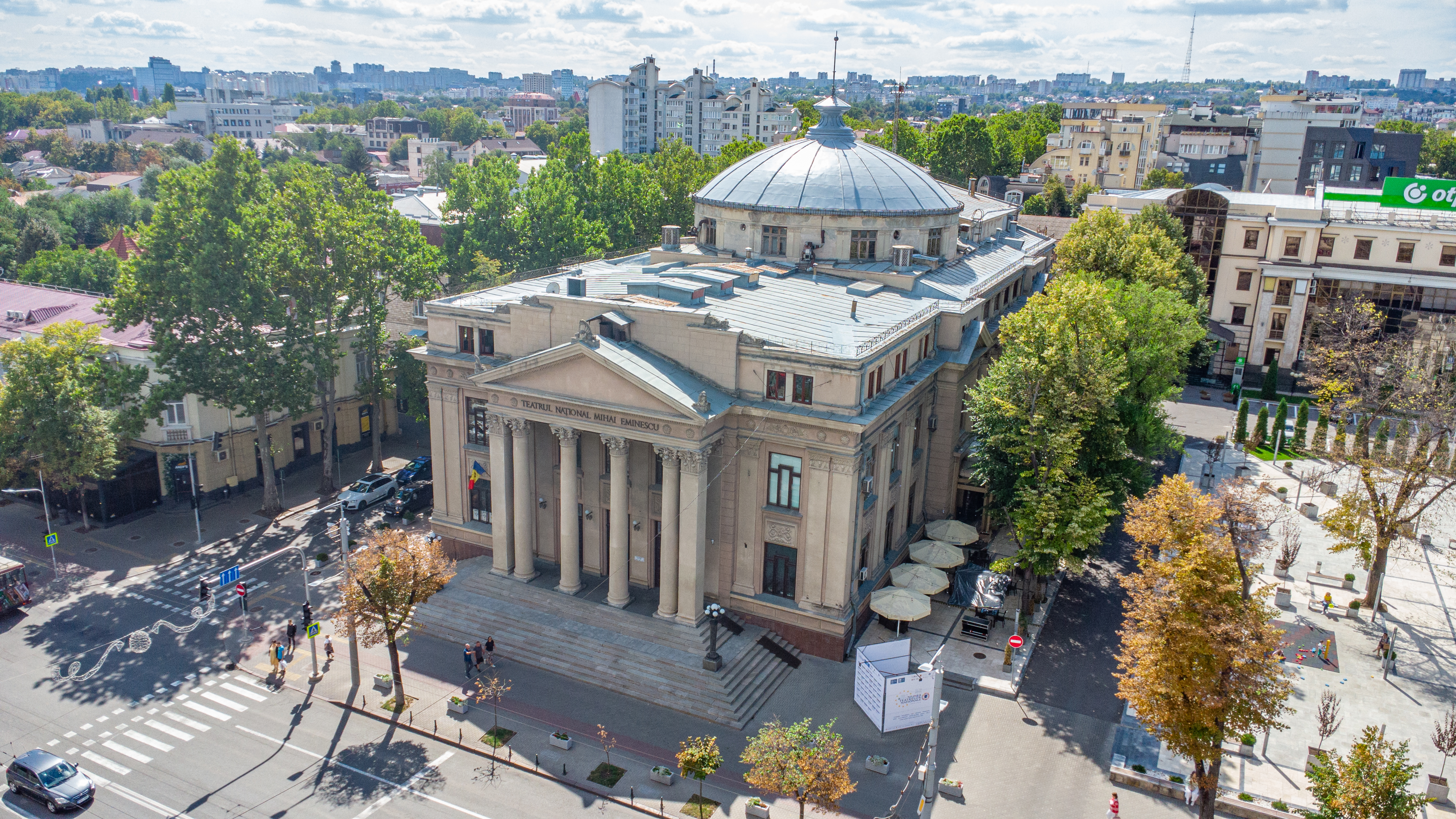
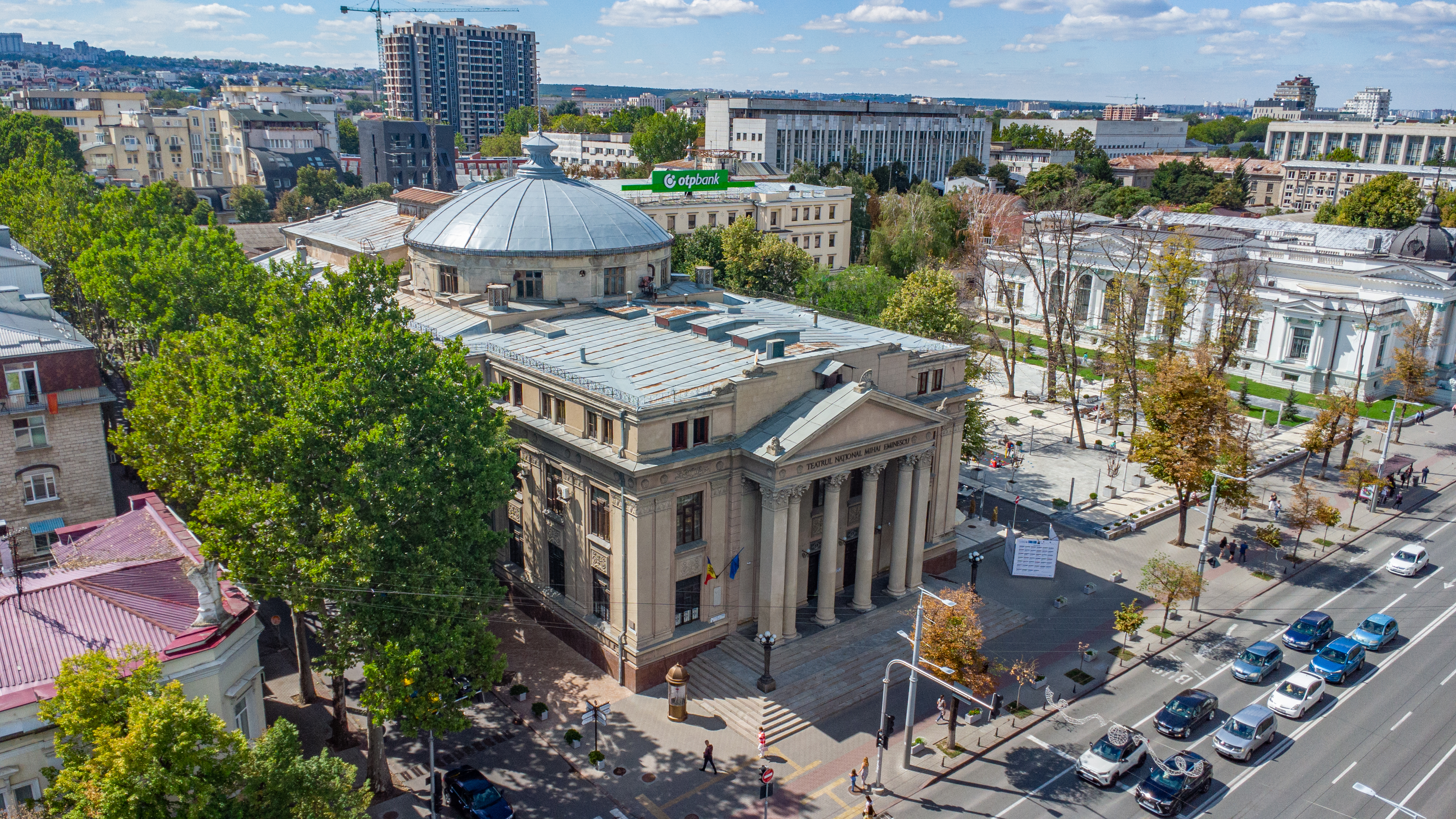